# Carmen Luvana
Carmen Luvana (Nueva York, 23 de agosto de 1981) es una modelo y ex actriz pornográfica estadounidense de origen puertorriqueño. Su debut como actriz porno fue en 2001. En 2008 fue incluida en el Salón de la Fama de NightMoves.

## Biografía
Oriunda del barrio neoyorquino de Brooklyn, Luvana se trasladó a Puerto Rico de donde son oriundos sus padres y con tan solo 5 años de edad, y vivió allí hasta los 18 años, edad a la que se trasladó a Miami, Florida para trabajar como stripper en diversos clubs de la ciudad. Fue así que después de dos años y ya en 2001, decidió debutar en el cine porno con la película More Dirty Debutantes 211, y un año más tarde decidió dejar su contrato con New Sensations para fichar con la productora Adam & Eve en 2003. Convertida en el buque insignia de la productora, Luvana dejó clara su frase favorita: Ay, puñeta. y realizó su primera escena anal en la película The Perfect Secretary. Hasta 2006 no realizara su segunda, y hasta el momento última, escena anal en la película O: The Power of Submission (2006).
Ha sido portada de revistas como Hustler, Oui, Genesis magazine o Maxim.
A finales de 2007 anunció su voluntad de retirarse de la industria del porno al concluir el año 2008.

## Premios y nominaciones
| Año  | Premio                    | Resultado | Categoría                                        | Película                      |
| ---- | ------------------------- | --------- | ------------------------------------------------ | ----------------------------- |
| 2002 | Premios AFWG              | Ganadora  | Mejor nueva estrella                             | —                             |
| 2002 | Premios XRCO              | Ganadora  | Estrella del año                                 | —                             |
| 2003 | Premios AVN               | Nominada  | Mejor nueva estrella                             | —                             |
| 2003 | Premios NightMoves        | Ganadora  | Mejor nueva estrella (elección de los fanáticos) | —                             |
| 2003 | Premios XRCO              | Ganadora  | Mejor escena de chica/chica                      | My Plaything: Jenna Jameson 2 |
| 2004 | Premios AVN               | Nominada  | Artista femenina del año                         | —                             |
| 2004 | Premios AVN               | Nominada  | Mejor actriz – Video                             | Rawhide                       |
| 2004 | Premios AVN               | Nominada  | Mejor escena de sexo de chicas – Video           | Carmen Goes To College 2      |
| 2004 | Premios AVN               | Nominada  | Mejor escena de sexo de chicas – Video           | My Plaything: Jenna Jameson 2 |
| 2004 | Premios AVN               | Nominada  | Mejor escena de sexo en solitario                | My Plaything: Carmen Luvana   |
| 2004 | Premios Listener’s Choice | Ganadora  | El jockey porno desnudo más caliente             | —                             |
| 2004 | Premios Venus             | Nominada  | Mejor actriz (Estados Unidos)                    | —                             |
| 2005 | Premios NightMoves        | Ganadora  | Mejor actriz (elección de los fanáticos)         | —                             |
| 2006 | Premios AVN               | Nominada  | Mejor escena de sexo de chicas – Video           | Pirates                       |
| 2006 | Premios F.A.M.E.          | Nominada  | Actriz adulta favorita                           | —                             |
| 2006 | Premios F.A.M.E.          | Nominada  | El cuerpo más caliente                           | —                             |
| 2006 | Premios F.A.M.E.          | Ganadora  | Estrella oral favorita                           | —                             |
| 2006 | Premios F.A.M.E.          | Nominada  | Los senos favoritos                              | —                             |
| 2006 | Premios F.A.M.E.          | Nominada  | Trasero favorito                                 | —                             |
| 2006 | Premios Listener’s Choice | Ganadora  | Estrella porno favorita en general               | —                             |
| 2007 | Premios AVN               | Nominada  | Estrella de contrato del año                     | —                             |
| 2007 | Premios AVN               | Nominada  | Mejor actriz de reparto – Video                  | Tailgunners                   |
| 2007 | Premios F.A.M.E.          | Nominada  | El cuerpo más caliente                           | —                             |
| 2007 | Premios F.A.M.E.          | Nominada  | El culo favorito                                 | —                             |
| 2007 | Premios F.A.M.E.          | Nominada  | Estrella femenina favorita                       | —                             |
| 2007 | Premios F.A.M.E.          | Nominada  | Estrella oral favorita                           | —                             |
| 2007 | Premios F.A.M.E.          | Nominada  | Los senos favoritos                              | —                             |
| 2008 | Premios AVN               | Nominada  | Mejor actriz – Video                             | Lady Scarface                 |
| 2008 | Premios AVN               | Nominada  | Mejor escena de sexo de chicas – Video           | Eden                          |
| 2008 | Premios F.A.M.E.          | Nominada  | El cuerpo más caliente                           | —                             |
| 2008 | Premios F.A.M.E.          | Nominada  | Estrella femenina favorita                       | —                             |
| 2008 | Premios Urban X           | Nominada  | Mejor intérprete femenina                        | —                             |
| 2008 | Premios Urban X           | Nominada  | Mejor oral femenino                              | —                             |
| 2008 | Premios XBIZ              | Nominada  | Artista femenina del año                         | —                             |
| 2008 | Premios XRCO              | Nominada  | Actuación individual – Actriz                    | Lady Scarface                 |